# اوست-ایلیمسک
شهر اوست-ایلیمسک (به روسی: Усть-Илимск) در کشور روسیه و در اوبلاست ایرکوتسک واقع شده‌است.